# Galovany
Galovany (Hongaars: Gálfalu) is een Slowaakse gemeente in de regio Žilina, en maakt deel uit van het district Liptovský Mikuláš.
Galovany telt 255 inwoners.